# Uniwersytet w Betlejem
Uniwersytet w Betlejem (arab. ‏جامعة بيت لحم‎) – palestyńska uczelnia katolicka (niepubliczna) znajdująca się w Betlejem.
Impulsem do założenia katolickiej szkoły wyższej w Betlejem była pielgrzymka papieża Pawła VI do Ziemi Świętej, która miała miejsce w 1964. Uczyniono to w 1973, przy wykorzystaniu infrastruktury szkoły prowadzonej przez braci szkolnych od 1909. Był to wówczas pierwsza zarejestrowana uczelnia na Zachodnim Brzegu.
Ze względu na konflikt izraelsko-palestyński placówka była wielokrotnie zamykana przez władze izraelskie. Najdłuższy okres zamknięcia trwał trzy lata (od października 1987 do października 1990).

## Struktura organizacyjna
- Wydział Humanistyczny
- Wydział Administracji i Zarządzania
- Wydział Edukacji
- Wydział Pielęgniarstwa
- Wydział Nauk Ścisłych[2]